# Richard Barthelmess
Richard Barthelmess (ur. 9 maja 1895 w Nowym Jorku, zm. 17 sierpnia 1963) – amerykański aktor filmowy. Był także członkiem założycielem Amerykańskiej Akademii Sztuki i Wiedzy Filmowej.

## Filmografia
- 1916: Wojenne narzeczone – Amo
- 1919: Szkarłatne dni – Alvarez
- 1919: Złamana lilia
- 1920: Męczennica miłości
- 1923: Dwadzieścia jeden – Julian McCullough
- 1927: Patent Leather Kid – Patentowany, skórzany chłopiec
- 1930: Patrol bohaterów – Dick Courtney
- 1935: Four Hours to Kill! – Tony Mako
- 1939: Tylko aniołowie mają skrzydła – Bat Mac Pherson
- 1942: Zdobywcy – Bronco Kid Farrow

## Nominacje i wyróżnienia
Został dwukrotnie nominowany do Oscara, jak również posiada swoją gwiazdę na Hollywoodzkiej Alei Gwiazd.